# Петросян, Юрий Ашотович
Ю́рий Ашо́тович Петрося́н (20 июля 1930, Ростов-на-Дону — 10 декабря 2011, Санкт-Петербург) — советский и российский востоковед (османистика, тюркология), доктор исторических наук (1970, диссертация по истории младотурецкого движения), профессор (1984), заслуженный деятель науки РСФСР (1992).

## Биография
Окончил восточный факультет Ленинградского государственного университета (1952).
Кандидат исторических наук (1956), диссертация по истории конституционного движения в Турции эпохи Нового времени, научный руководитель — А. Д. Новичев.
С 1956 года — сотрудник Ленинградского отделения Института востоковедения АН СССР (с 1991 года — Санкт-Петербургский филиал ИВ РАН), с 1963 года — директор, с 1996 года — заведующий Фондом восточных рукописей и документов.
Председатель редколлегий издательских серий «Культура Востока» (материалы и исследования) и «Культура Востока» (Санкт-Петербургская научная серия); почетный директор Института ориентальной истории (Токио); почетный доктор университета «Сока» (Токио); член Научно-технического совета при губернаторе Санкт-Петербурга; сопредседатель секции «Культура. Образование».
В советское время был председателем редакционной коллегии книжной серии главной редакции восточной литературы издательства «Наука» «Культура народов Востока».

## Основные работы
Автор более 200 научных публикаций, в том числе 14 монографий, ряд из которых переведены на европейские и восточные языки.
- Младотурецкое движение. Вторая половина XIX в. — начало XX в. М.: Наука, 1971. 327 с.
- Турецкая публицистика эпохи реформ в Османской империи (конец XVIII — нач. XX в.) / отв. ред. А. Н. Кононов. М.: Наука; ГРВЛ, 1985. — 144 с.
- Древний город на берегах Босфора. Исторические очерки. М.: ГРВЛ, 1986. 240 с.
- Османская империя: могущество и гибель. Исторические очерки. М.: Наука, 1990. 280 с.
- Петросян И. Е., Петросян Ю. А. Османская империя: реформы и реформаторы (конец XVIII—начало XX в.) — М.: Наука. Издательская фирма «Восточная литература», 1993. — 186 с. ISBN 5-02-017698
- Русские на берегах Босфора: (Исторические очерки). — СПб.: Петербургское Востоковедение, 1998. — 208 с. (Orientalia).
- Встречи и расставания (записки востоковеда). — СПб.: Наука, 2002. 252 с. ISBN 5-02-028537-4
- Российская историография Османской империи. XVIII—XX вв. СПб.: Наука, 2012. 260 с.

## Награды
- орден Трудового Красного Знамени;
- орден Дружбы народов
- орден Почёта;
- медали.